# Tęskno
Tęskno – polski projekt muzyczny założony w 2017 r. przez wokalistkę, kompozytorkę i autorkę tekstów Joannę Longić oraz pianistkę Hanię Rani, a od września 2019 projekt solowy Longić.
Nominacja do Fryderyka 2019 w kategorii «Fonograficzny Debiut Roku». Projekt dzięki debiutanckiej płycie Mi zdobył również 1. miejsce w głosowaniu słuchaczy audycji „Radiowy Dom Kultury” w Programie Trzecim Polskiego Radia, tytuł «Płyty Roku» portalu Interia, Nagrodę Artystyczną Miasta Torunia im. Grzegorza Ciechowskiego oraz Nagrodę Muzyczną Programu Trzeciego „Mateusz” w kategorii Muzyka Rozrywkowa – Debiut.

## Dyskografia

### Albumy studyjne
| Rok  | Dane dot. albumu | Najwyższa pozycja na liście | Certyfikat | Sprzedaż |
| Rok  | Dane dot. albumu | POL                         | Certyfikat | Sprzedaż |
| ---- | --- | --------------------------- | ---------- | -------- |
| 2018 | Mi - Wydany: 9 listopada 2018 - Wytwórnia: [PIAS] Recordings Poland and EE - Format: CD, digital download                  |                             |            |          |
| 2020 | Tęskno - Wydany: 17 kwietnia 2020 - Wytwórnia: [PIAS] Recordings Poland and EE - Format: CD, digital download, winyl       |                             |            |          |
| 2021 | Mała księżniczka – Ścieżka dźwiękowa - Wydany: 13 października 2021 - Wydawca: Empik - Format: digital download, audiobook |                             |            |          |
| 2021 | Ginczanka – tęskno gra poezję - Wydany: 19 listopada 2021 - Wydawca: Asfalt Records - Format: digital download, winyl      |                             |            |          |

Single
| Tytuł                        | Dane dot. singla                                                                    |
| ---------------------------- | ----------------------------------------------------------------------------------- |
| Kombinacje                   | - Data: 29 maja 2017 - Wydawca: wydanie własne                                      |
| Razem (+ Duit)               | - Data: 26 września 2018 - Wydawca: [PIAS] - Notowania: Lista Przebojów Trójki – 49 |
| Kombinacje RE                | - Data: 10 października 2018 - Wydawca: [PIAS]                                      |
| Mapa                         | - Data: 25 października 2018 - Wydawca: [PIAS]                                      |
| Mięsień (Oxford Drama Remix) | - Data: 27 marca 2019 - Wydawca: [PIAS]                                             |
| Bzdury                       | - Data: 23 maja 2019 - Wydawca: [PIAS]                                              |
| Między nami                  | - Data: 8 października 2019 - Wydawca: [PIAS]                                       |
| Walc                         | - Data: 13 marca 2020 - Wydawca: [PIAS]                                             |
| Frajda                       | - Data: 14 kwietnia 2020 - Wydawca: [PIAS]                                          |